# ولاية سناو
ولاية سناو ولاية عمانية تقع في محافظة شمال الشرقية. يقدر عدد سكانها إلى أكثر من 19 ألف نسمة. رمز المنطقة هو 90230120. كانت مدينة تتبع إداريًا ولاية المضيبي سابقًا، حتى أصدر السلطان هيثم مرسومًا سلطانيًا في عام 2022 برفع المستوى الإداري لكل من نيابتي الجبل الأخضر وسناو، لتكونا بمستوى ولايتين.

## المواقع الأثرية:[6][7][8]
في الولاية الكثير من البيوت القديمة والأحياء التقليدية والأبراج الاستكشافية التي بناها القدماء، ومن ضمن هذه الأماكن:
- حارة الصواوفة.[9]
- حارة البراشد.[10][11]

## الأفلاج:[12]
يسقى الزرع وخاصة النخل المنتشرة بكثرة في الولاية بعدد من الأفلاج أبرزها فلج المشق.

## الأسواق[8][13]
من الأسواق الموجودة بالمدينة:
- سوق الحرفيين: يضم صناعات حرفية وتقليدية كصناعة النسيج والمصوغات الفضية والغزل وبعض المنتجات الحرفية المصنوعة منزليا، ويعقد يوم سبت من كل أسبوع.[1]
- سوق الأسماك والخضار
- سوق الخميس: يعقد كل خميس، ويشهد حركة مكثفة بسبب قربه من تجمعات البدو الذين يقصدونه للتزود باحتياجاتهم وبيع مواشيهم ومنسوجاتهم اليدوية ويبدأ هذا السوق من السادسة صباحًا حتى الواحدة مساء.

## الكنوز
تم العثور على كنز سناو داخل إناء فخاري في شوال 1399هـ /سبتمبر 1979م في ولاية سناو بمحافظة شمال الشرقية، ويتميز الإناء المزجج باللون الأزرق الفيروزي وبمقابض في كلا الجانبين، وبداخله (962) قطعة من الدراهم الفضية، تؤرخ للعهود الساسانية والإسلامية المبكرة.
وقد قام فريق الحفظ والصون في المتحف الوطني بترميم كنز سناو الذي يُعد أكبر كنز عملات عُثر عليه في السلطنة حتى اليوم في إطار سعي المتحف لإبراز مكنونات التراث الثقافي العُماني منذ ظهور الأثر البشري وإلى يومنا الحاضر.
وتضم أيضاً الكثير من حقول المدافن الأثرية التي تمتد لمسافات كبيرة في عمق الصحراء وتعود إلى فترات زمنية مختلفة إمتدت ما بين نهاية الالفية الرابعة إلى الالفية الأولى قبل الميلاد. ويرجع أسباب الاستيطان فيها إلى توفر المياه نتيجة مرور عدد من الاودية القادمة من جبال الحجر المتوجهة إلى عمق الصحراء بالإضافة إلى وقوعها على مفترق الطرق التجارية ما بين المناطق الزراعية في جبال الحجر والمناطق الصحراوية.
وقد تم إجراء مسوحات وتنقيبات أثرية في عدد من هذه المقابر الاثرية من أهمها مقابر تعود إلى الالف الثالث قبل الميلاد وتحديدا إلى الحقبة الانتقالية ما بين فترة حفيت وفترة أم النار، ومقابر تعود إلى الالف الاول قبل الميلاد وضمت المقابر العديد من اللقى الاثرية كالفخاريات وأواني الحجر الصابوني.
ومن أبرز الاكتشافات الأثرية التي عثر عليها قبر يعود إلى نهاية العصر الحديدي (300 قبل الميلاد) ضم رفات رجل توفي في عمر الخمسين دفن مع أسلحته الشخصية ودفن بالقرب من قبره جملان؛ ذكر وأنثى تم التضحية بهما بعد وفاة صاحبهما ودفنا في حفرتين بطنت جدرانهما بالحجارة، وقد دفن الرجل على جانبه الأيمن ومعه سيف طوله 88سم بالإضافة إلى خنجرين ورداء وقبعة من الصوف، ووضع السيف أمام الميت ومقبضه باتجاه الوجه مباشرة والمقبض مغطى جزئيا بمادة العاج وصنع على شكل منقار نسر، كما وضع الخنجران على خصر الميت من الجانب الايمن والأيسر، وقد صنع السيف والخنجران من مادة الحديد وبطنا بالفولاذ ويعتقد أن مصدر أسلوب هذه الصناعة يرجع إلى الحضارة الهندية التي ربما صنعت أول السيوف الفولاذية في العالم وانتشرت منها إلى الحضارات المجاورة ومنها عُمان، ويبدو أن الميت الذي دفن في القبر كان من علية القوم ويحتمل أنه كان زعيم القبيلة، وهذا ما دل عليه السيف الذي دفن مع الميت والرداء الذي يلبسه والجملان. ومن خلال دراسة بقايا المواد العضوية يلاحظ أن الميت دفن ورأسه موضوع على وسادة مرتديا حذاء من الجلد وبالقرب منه وضع غطاء للرأس مخروطي الشكل ومصنوع من الصوف، بالإضافة إلى إناء من البرونز وضع عند جانبه الأيسر.

## الوصلات الخارجية
- المركز الوطني للإحصاء والمعلومات، سلطنة عمان
- ولاية سناو، البوابة الإعلامية، وزارة الإعلام، سلطنة عمان.